# 方廷格林鎮區 (伊利諾伊州漢考克縣)
方廷格林鎮區（英語：Fountain Green Township）是位於美國伊利諾伊州漢考克縣的一個行政鎮區。

## 地方資料
根據2010年美國人口普查的數據，方廷格林鎮區的面積為97.20平方千米，當中陸地面積為97.20平方千米，而水域面積為0.00平方千米。當地共有人口281人，而人口密度為每平方千米2.89人。